# Lee Deuk-Choon
Lee Deuk-Choon (en coreano: 이득춘; 16 de julio de 1962) es un deportista surcoreano que compitió en bádminton. Ganó una medalla de plata en el Campeonato Mundial de Bádminton de 1987 en la prueba de dobles mixto.

## Palmarés internacional
| Campeonato Mundial | Campeonato Mundial | Campeonato Mundial | Campeonato Mundial |
| Año                | Lugar              | Medalla            | Prueba             |
| ------------------ | ------------------ | ------------------ | ------------------ |
| 1987               | Pekín (China)      | Medalla de plata   | Dobles mixto       |